# Saul Formiggini

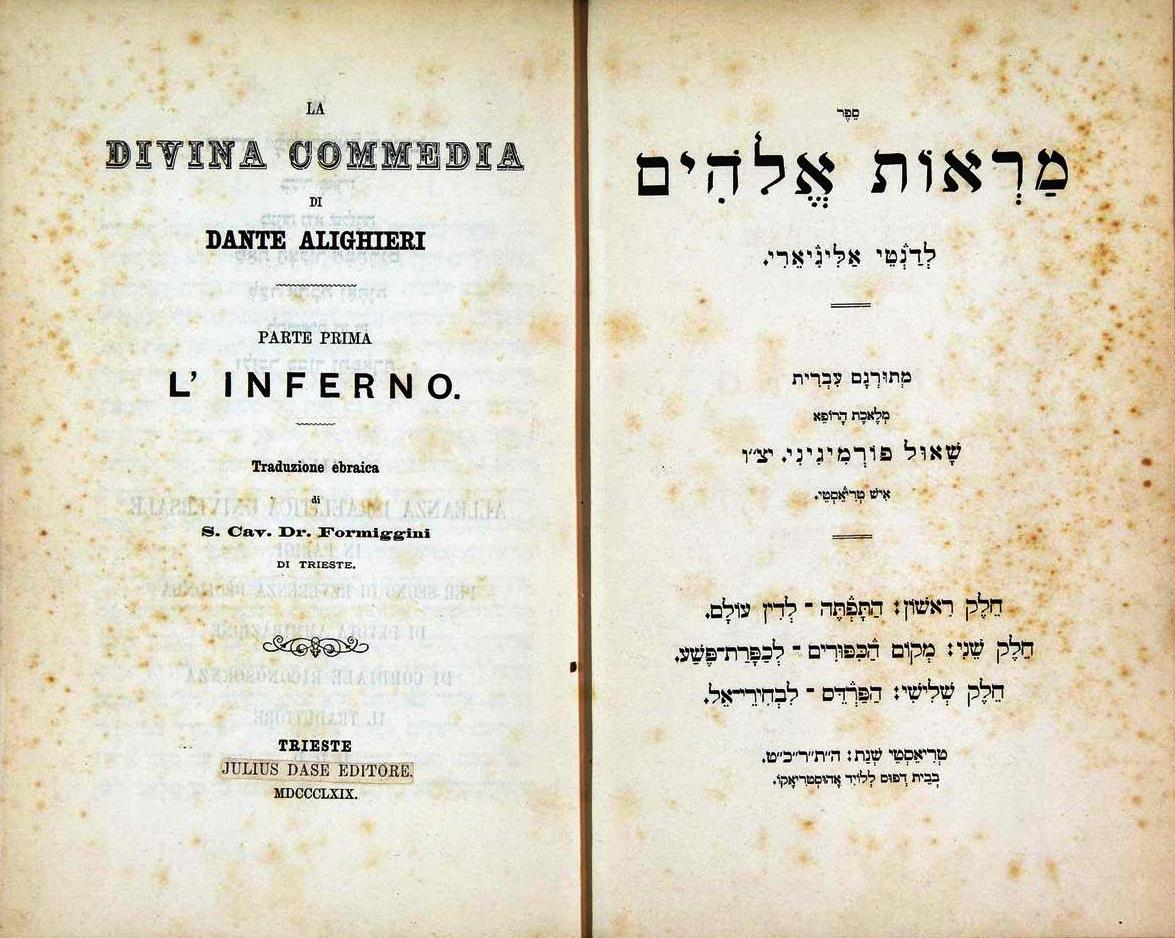
Blick in Formigginis Übersetzung der Divina Commedia

Saul Formiggini (* 1807  in Triest; † 8. Juli 1873) war ein österreichischer Arzt und Übersetzer, der in Triest aktiv war. Er schuf die erste Übersetzung der Divina Commedia ins Hebräische.

## Leben und Werke
Saul Formiggini publizierte seine Dissertation De aneurysmatibus internis im Jahr 1830. 1844 folgten Scritti vari „del dottore S. Formiggini medico-chirurgo in Trieste“, die in Venedig verlegt wurden, und 1858 kam das Buch Drei Tage in Triest heraus. Bereits 1852, ab dem 9. Heft, hatte Formiggini zusammen mit O. Occioni die Redaktion der beim Österreichischen Lloyd in Triest erschienenen Monatsschrift Letture di famiglia übernommen.
1864 publizierte Formiggini, wiederum in Triest, die Schrift Per le faustissime nozze della nobile donzella Elodia de Hierschel, 1865 folgten Dodici epigrafi poetiche a centone dantesco.
Formiggini übersetzte in den Jahren 1867 bis 1869 Dantes Divina Commedia ins Hebräische. Der erste Teil dieser Übersetzung über das Inferno wurde 1869 in Triest gedruckt. Die beiden anderen Teile über das Purgatorium und das Paradies wurden nicht publiziert. Lelio Della Torre befasste sich in dem 1871 in Padua veröffentlichten Buch Sull'Inferno di Dante mit Formigginis Dante-Übersetzung.
1868 wurde ihm das Ritterkreuz des Franz-Joseph-Ordens verliehen; 1873 das Ritterkreuz des Brasilianischen Rosenordens.